# Богдан Калющенко
Богдан Калениченко Калющенко — військовий і державний діяч Гетьманщини XVII століття. Переяславський полковник у 1652 і 1659 роках (вдруге — наказний). Полковник піхотний у Баришівці (1662 рік) на боці Якима Сомка.[джерело?]

## Біографія
1649 року Богдан Калющенко зафіксований у Зборівському Реєстрі Війська Запорозького. Відомо, що Богдан Калющенко був полковником Переяславського полку.
У 1652 році Богдан відомий як Переяславський полковник, а 1659 року як наказний полковник того ж полку.

## Родина та особисте життя
Родина Калющенків (Калениченків) була в рідстві з Сомками. Так тітка Якима та Гинни Сомків була в шлюбі з Калеником, що став родоначальником Калющенків (Калениченків) і батьком Богдана Калениченка Калющенка. Через свою мати та її племінницю, Ганну Сомко, Богдан приходився свояком Богдану Хмельницькому.
- Каленик Андрійович — батько Богдана. Деякі джерела називають козацьким гетьманом у 1609—1610 та 1625 роках.[1]
- Андрій Калющенко — син Богдана, військовий товариш Миргородського полку (1709 рік).[джерело?]